# Anthony Soter Fernandez
Anthony Soter Fernandez (Sungai Petani, 22 april 1932 – Kuala Lumpur, 28 oktober 2020) was een Maleisisch geestelijke en een kardinaal van de Rooms-Katholieke Kerk.
Fernandez werd op 10 december 1966 priester gewijd. Op 29 september 1977 werd hij benoemd tot bisschop van Penang; zijn bisschopswijding vond plaats op 17 februari 1978. Op 2 juli 1983 volgde zijn benoeming tot aartsbisschop van Kuala Lumpur.
Fernandez ging op 24 mei 2003 met emeritaat. Tijdens het consistorie van 19 november 2016 werd hij kardinaal gecreëerd. Hij kreeg de rang van kardinaal-priester. Zijn titelkerk werd de Sant'Alberto Magno. Omdat hij op het moment van creatie ouder was dan tachtig jaar was hij niet meer kiesgerechtigd bij een conclaaf.
Fernandez overleed in 2020 op 88-jarige leeftijd.